# Thierry Terret
Thierry Terret est un historien français né le 2 octobre 1963 à Lyon, spécialiste de l'histoire du sport. Il est nommé recteur et chancelier de l’académie de la Réunion en janvier 2013 puis de l'académie de Rennes en mars 2016. Il est délégué ministériel aux Jeux olympiques et paralympiques d'avril 2018 à août 2022. Il est ensuite nommé à la tête du vice-rectorat de Polynésie française

## Biographie
Issu d'une famille ouvrière du quartier de Cusset, à Villeurbanne, dans le Rhône, Thierry Terret poursuit sa scolarité primaire et secondaire à Villeurbanne et à Lyon, avant un double cursus en STAPS à l'Université Lyon 1 et en sciences de l'éducation à l'Université Lyon 2. Titulaire du CAPEPS (1985) puis de l'agrégation d'EPS (promotion 1987), il est l'auteur d'une thèse de doctorat sur l'histoire de la natation en France, soutenue en 1992.
Directeur de collection dans plusieurs maisons d'édition en France, Allemagne et Angleterre, il est l'auteur d'une centaine de publications dans les principales revues de sciences du sport, et directeur, auteur ou coauteur d'une soixantaine d'ouvrages.

## Thèses et positions épistémologiques
Ses recherches considèrent les pratiques sportives comme des révélateurs pertinents des transformations des sociétés modernes. Il défend une « histoire courte » du sport, inventée avec l'ère industrielle en Angleterre, par opposition aux fresques historiques qui affirment la continuité entre les jeux anciens (notamment à Rome) et le sport moderne. Il est reconnu comme l'un des principaux leaders de l'histoire du sport de ces dernières années au niveau mondial.
Un premier axe d’études relève de l’histoire politique, sociale et économique. Il explore l’action des grandes institutions sportives et évalue l’influence socio-économique d’événements tels que les Jeux olympiques à différentes échelles. Le second axe s’appuie sur les études de genre pour étudier la contribution du sport à la construction de la féminité, de la masculinité et des rapports sociaux de sexe dans différentes conjonctures historiques. Enfin, au carrefour de l’histoire culturelle, de l’anthropologie, de la géographie sociale et de l’épistémologie des savoirs, le dernier axe analyse les processus de transfert culturel et de réappropriation dans la diffusion du sport dans les sociétés européennes, américaines et africaines.

## Carrière et fonctions
Successivement professeur d'EPS à Hem (Nord) de 1985 à 1989 et Lyon (Rhône) de 1989 à 1992, maître de conférences puis professeur des Universités en STAPS à l'IUFM de Lyon dont il coordonne le centre de Lyon-La Croix-Rousse (1992-2003), il est professeur à l'université Claude-Bernard Lyon 1 et directeur du centre de recherche et d'innovation sur le sport (CRIS) de 2003 à 2013.
Il est nommé recteur et chancelier de l’académie de la Réunion en janvier 2013, puis recteur et chancelier de l'académie de Rennes en mars 2016.
Il est nommé délégué ministériel aux Jeux olympiques et paralympiques par arrêté du 9 avril 2018 et pilote notamment le dispositif des 30 minutes d'activité physique quotidienne à l'école et le label Génération 2024 en lien avec le comité d'organisation Paris 2024. Il est ensuite nommé vice-recteur de la Polynésie française (d), succédant ainsi à Philippe Lacombe (d).
Il est membre du Comité d’orientation du Musée national du sport (arrêté du 29 mars 2021), après en avoir été le vice-président de 2006 à 2012.
Ses différentes fonctions d’universitaire et de haut fonctionnaire l’ont amené à développer une intense activité internationale.
Il a vécu plusieurs mois à Brisbane (Australie) et Vancouver (Canada) et a donné des dizaines de conférences en Europe (Allemagne, Angleterre, Belgique, Bulgarie, Danemark, Ecosse, Grèce, Espagne, Finlande, Hongrie, Irlande, Italie, Norvège, Pays-Bas, Portugal, Slovénie, Suisse), au Moyen-Orient (Liban, Israël, Qatar), en Afrique (Afrique du Sud, Algérie, Cameroun, Egypte, Gabon), en Asie et Australasie (Australie Chine Corée, Iles Cook, Japon), et dans les Amériques (Brésil, Canada, États-Unis - Californie, Colorado, État de New York, Floride, Indiana, Massachusetts, Texas, Virginie - et Venezuela).
Il a conduit de nombreuses missions d’expertise et d’audit à la demande d’organismes de recherche, d’universités, de fondations, de la Coopération française et d’organisations nationales et internationales, notamment au Cameroun, au Gabon et en Guinée équatoriale.
Il a présidé le conseil de coopération en éducation de l’Océan indien (Comores- Madagascar-Maurice-Mayotte-Réunion-Seychelles) de 2013 à 2016.

## Sociétés savantes
Membre de plusieurs sociétés savantes dans le domaine des sciences du sport, des sciences de l'éducation et de l'action publique, il a notamment été secrétaire-adjoint de la société Alfred Binet et Théodore Simon (aujourd'hui Société libre pour l'étude psychologique de l'enfant) de 1992 à 1997, secrétaire-adjoint (1997-1999), secrétaire (1999-2000) puis président (2000-2001) de l’Association Francophone pour la Recherche sur les Activités Physiques et Sportives (AFRAPS), vice-président (1997-2001 et 2009-2012) et président (2001-2008) de l'International Society for the History of Physical Education and Sport – ISHPES), vice-président (2003-2008) puis président de la Société Française d’Histoire du Sport (2008-2012 - président d’honneur depuis 2013) et secrétaire-adjoint de la Conférence des Recteurs Français (2015-2018).

## Engagement politique
Elu en mars 2020 sur la liste de Denis Miguet (SE) à Cannes-Ecluse, en Seine-et-Marne, il est deuxième adjoint, chargé des affaires scolaires, du sport et de la culture. Il est également conseiller à la Communauté de communes Pays de Montereau depuis 2020.

## Vie privée
Père de quatre enfants, Thierry Terret est marié à la journaliste Laurence Françoise, avec qui il a eu une fille en 2015, Isa-Lys.

## Principales publications
- (avec Arnaud P.), Le rêve blanc. Olympisme et sport d'hiver, Bordeaux, Presses universitaires de Bordeaux, 1993
- Naissance et diffusion de la natation sportive, Paris, L’Harmattan, 1994
- (avec Arnaud P.), Éducation et politique sportive. XIXe – XXe siècles, Paris, Éditions du CTHS, 1995
- (avec Arnaud P.), Histoire du sport féminin (2. vol.), Paris, L'Harmattan, 1996
- (avec Arnaud P.), Éducation physique, sports et arts. XIXe – XXe siècles, Paris, Édition du CTHS, 1996
- (dir.), Histoire des sports, Paris, L'Harmattan, 1996
- L'institution et le nageur. Histoire de la Fédération Française de Natation (1919-1939), Lyon, Presses universitaires de Lyon, 1998
- (avec Charroin P.), L’eau et la balle. Une histoire du water-polo, Paris, L’Harmattan, 1998
- (avec Arnaud P.), Le sport et ses espaces. XIXe – XXe siècles, Paris, Édition du CTHS, 1998
- (dir.), Sport and Health in History, Sankt Augustin, Academia Verlag, 1999
- (dir.), Éducation physique, sport et loisir. 1970-2000, Paris, Editions AFRAPS, 2000 (2ème édition 2003)
- (dir.), Agir dans le monde. L'éducation physique en maternelle, Paris, Nathan, 2000 (3e édition 2002)
- (avec Saint-Martin J.), Histoire du sport dans l'entre-deux-guerres, Paris, L'Harmattan, 2000
- (avec Fargier P., Rias B. et Roger A.), L’athlétisme et l’école. Histoire et épistémologie d’un sport éducatif, Paris, L’Harmattan, 2002
- (avec Humbert H.), Histoire et diffusion de la gymnastique aquatique, Paris, L’Harmattan, 2002
- Les Jeux interalliés de 1919. Sport, guerre et relations internationales, Paris, L’Harmattan, 2002
- (avec Arnaud P., Gros P. et Saint-Martin J.), Le sport et les Français pendant l'Occupation (2 vol.), Paris, L'Harmattan, 2004
- (avec James Riordan et Arnd Krüger), Histoire du sport en Europe, Paris, L’Harmattan, 2004
- (avec Michon B.), Pratiques sportives et identités locales, Paris, L'Harmattan, 2004
- (avec Liotard P., St-Martin J., Roger A.) Sport et genre (4 vol.), Paris, L’Harmattan, 2005
- (avec Gori G.), Sport and Education in History, Sankt Augustin, Academia Verlag, 2005
- Histoire du sport, Paris, Presses universitaires de France, coll. « Que sais-je ? », 2007 (7e édition 2023)
- (dir.), Les Paris des Jeux Olympiques de 1924 (4 vol.), Paris, Atlantica, 2008
- (avec Ottogalli C. et Six G.), Un pour tous, tous pour un. L'histoire des championnats du monde d'escrime, Paris, Le Cherche-Midi, 2010
- (avec Roger A.), European Athletics : une histoire continentale de l'athlétisme (1912-2010), Stuttgart, Neuer Sportverlag, 2010
- (avec Arnal T.), Aux origines de la gymnastique moderne, Valenciennes, Presses universitaires de Valenciennes, 2011
- (dir.), Histoire du sport et géopolitique, Paris, L'Harmattan, 2011
- (avec Mangan J.A.), Sport, Militarism and the Great War, London, Routledge, 2011
- Jacques Henri Lartigues. Chic, le sport !, Paris, Actes Sud et Hermès, 2013
- (avec Ottogalli C et Six G.), L'histoire de l'escrime, Biarritz, Atlantica, 2013
- (avec Froissart T.), Le sport, l'histoire et l'historien, Reims, éditions des presses universitaires de Reims, 2013
- (avec Robène L., Charroin P., Héas S., Liotard P.), Sport, genre et vulnérabilité au XXe siècle, Rennes, presses universitaires de Rennes, 2013
- (dir), London,Europe and the Olympic Games, London, Routledge. Historical Perspective, 2014
- (dir.), Le sport au Cameroun. Tradition, transition, diversification, Paris, L'Harmattan, 2015
- (dir.), Sport and Urban Space in Europe: Facilities, Industries, Identities, London, Routledge, 2016
- (avec Saint-Martin J.), Pierre Arnaud, historien de l'éducation physique et du sport scolaire, Paris, L'Harmattan, 2019
- (avec Saint-Martin J.), Pierre Arnaud, historien du sport, Paris, L'Harmattan, 2019
- Balades olympiques: les chemins politiques, Paris, L'Harmattan, 2020
- Balades olympiques: les chemins économiques, Paris, L'Harmattan, 2020
- Balades olympiques: les chemins médiatiques, Paris, L'Harmattan, 2021
- Balades olympiques: les chemins sportifs, Paris, L'Harmattan, 2022
- Balades olympiques: les chemins éducatifs, Paris, L'Harmattan, 2023

### Décorations
- Chevalier de la Légion d'honneur Il est fait chevalier pour ses 30 ans de services le 13 juillet 2015[6].
- Commandeur de l'ordre des Palmes académiques Il est promu ex officio commandeur de l'ordre, lors de sa nomination en tant que recteur de l'Académie de la Réunion[7].
- Officier de l'ordre des Arts et des Lettres Il est promu au grade d’officier le 9 juillet 2014[8].

### Prix
- International Society of Olympic Historians Award 2005
- Comité européen d'histoire du sport Nachtegall Junior Award 1998
- Prix Jean-Claude Lyleire de l'Association francophone pour la recherche sur les activités physiques et sportives 1990

### Médailles associatives
- Médaille d'argent du Souvenir français 2023